# 深瀬俊夫
深瀬 俊夫（ふかせ としお、1946年11月26日 - 2007年2月26日）は、日本の経営者。栗田俊夫という名義で、作曲家・編曲家としても活動した。

## 作曲家・栗田俊夫
東京都生まれ。東京音楽大学に学び、在学中から叔父にあたる作曲家の船村徹の下で、栗田俊夫として編曲助手の仕事を始めた。
船村の作曲作品などの編曲のほか、一時は年間100本以上のコマーシャル曲を作曲していた。また、埼玉県松伏町の町民歌「まつぶしの歌」なども作曲しており、さらに、アートネイチャーのサウンドロゴや、テレビアニメ「サザエさん」の効果音なども手がけていた。

## 経営者・深瀬俊夫
35歳のときに、大分県別府市で飲食業を営んでいた岳父の求めに応じ、別府でキャバレー「窓」の経営者となった。以降、沖縄県那覇市にライブハウスを出店したり、本拠である別府のキャバレーもライブハウスに業態転換して「音楽博物館ヒットパレードクラブ」とするなど、音楽を前面に出した飲食店の経営にあたるとともに、別府国際ジャズフェスティバルや、別府アルゲリッチ音楽祭など、地域の音楽イベントの企画運営に深く関わった。
この間、別府料飲協同組合理事長、別府市観光協会副会長などを歴任し、死去時には、大分県飲食業生活衛生同業組合理事長であった。